# Arturo Alcoceba Isusi
Arturo Alcoceba Isusi (Gueñes, 4 de desembre de 1952 - Sestao, 4 de juliol de 2025) fou un activista i polític basc d'ideologia nacionalista basca pertanyent al Partit Nacionalista Basc (PNB).

## Biografia
Arturo Alcoceba va néixer a Gueñes, Biscaia, el 4 de desembre de 1952, en el si d'una família nacionalista basca. Fill d'Arturo Alcoceba i Isabel Isusi, amb un germà i dues germanes. La seva germana és Paquita Alcoceba, política i activista basca, representant de Gure Esku Dago i el seu cunyat és Luis Laiseka, polític basc.
El seu avi matern era Cipriano Isusi, un milicià basc que va lluitar en el Eusko Gudarostea (Exèrcit Basc) en la Guerra Civil. En ser nacionalista basc i lluitar per Euskadi i per la República, els nacionals els van tirar de la seva casa i els van requisar el caseriu familiar en el barri de Castanyers (Galdames) en la Guerra Civil i també els van llevar tots els diners (els van cremar tots els seus bitllets) i es van traslladar a viure a Güeñes. Cipriano va ser empresonat el 1938 en la Colònia Penitenciària del Dueso (Presó Central d'El Puerto de Santa María), on va coincidir amb Juan de Ajuriaguerra, el seu company i amic, i tambiñen amb Jesús María de Leizaola, company i amic.

## Activitat política
Des de jove, en la dècada dels seixanta, es va afiliar a EGI del Partit Nacionalista Basc, quan era clandestí, formant part de l'organització clandestina del PNB (col·locació d'ikurriñas, pintades, repartiment de propaganda, concentracions il·legals, fogueres en els cims en vespra d'Aberri Eguna). També des de jove va estar en el Consell municipal del PNB de Güeñes. Va ser detingut en diverses ocasions per activitats polítiques no permeses en el franquisme.
Durant el franquisme, amb uns amics, va pujar clandestinament a la muntanya Gorbea i en la punta de la muntanya van clavar una gran ikurriña, al crit de "Gora Euskadi askatatuta!" (Visca Euskadi lliure!) i "Gora Euskal errepublika!" (Visca la república basca!). Van ser perseguits per la Guàrdia Civil, però van aconseguir fugir.
Pels actes polítics prohibits duts a terme, va ser detingut per la Guàrdia Civil per "activitats subversives" (juntament amb Santos Gauna Larriñaga (Larri), José Miguel (Txemi) de la Font Zubiaga, Rodolfo Sampelayo Menchaca i Francisco Javier Calzada Euba) el 7 de març de 1975 i portat a la caserna de la Guàrdia Civil de La Salve (Bilbao), on va ser torturat, va haver de ser portat a l'hospital per això.
Mentre estava detingut i a la presó, el seu advocat va ser Xabier Arzalluz, polític guipuscoà i president del PNB, va anar a la presó per l'i va portar el seu defensa judicial, i van pagar la seva fiança, ell i el partit. Més d'un any i mig més tard, amb motiu de la proclamació de Joan Carles I com a Rei d'Espanya, van ser indultats, amb un indult general per a aquells delictes i faltes d'intencionalitat política i d'opinió, menors de 3 anys.

## Deia i batzoki
El 1977 va participar en la creació del diari Deia, on ha treballat des de llavors, juntament amb Kepa Intxaurbe i Iñaki González i on va tenir com a company a Andoni Ortuzar.
El 1986 quan es va crear Eusko Alkartasuna i es va crear el periòdic Gaur Express (1988-1989) impulsat per EA, la direcció del periòdic li va demanar que s'incorporés al periòdic, però Alcoceba el va rebutjar i es va quedar en Deia.
També el 1977 va fundar, al costat d'altres amics, el Batzoki de Sodupe en Güeñes (és soci fundador), quan va acabar el Franquisme i la seva creació va començar a ser legal. Va ser membre de l'executiva municipal del PNB de Güeñes i també el seu president, anant en les llistes electorals en moltes ocasions.
Va defensar sempre el sector sobiranista i independentista del PNB. El 1980 Alcoceba i altres amics van presentar unes esmenes en el Batzoki de Güeñes, relatives al Batzoki i al partit. Tot això va crear moltíssim conflicte en el PNB nacional i Xabier Arzalluz, el seu amic, que ja era president del PNB, i va anar fins al Batzoki de Güeñes i després de dies de discussió els va expulsar del Batzoki.
Aquest any, el 1980, Alcoceba i els expulsats van crear el Jator Enea Kultur Alkartea (Associació cultural Jator Enea) a Gueñes, comprant per a això una taverna, per a poder tenir un lloc per a realitzar les activitats proposades en el Batzoki (esdeveniments culturals, danses basques…) i per a poder tenir un lloc de reunió polític. La creació del partit Eusko Alkartasuna el 1986 va tenir gran importància a Gueñes i en la taverna "Jator Enea" es va discutir si incloure's en EA o no, tenint això també importància en el Eusko Alkartasuna nacional i afectant l'en aquells dies president Carlos Garaikoetxea.
Alcoceba va defensar sempre el sector sobiranista i independentista del PNB i també va ser defensor del Pla Ibarretxe.